# Кантинфлас
Ма́рио Форти́но Альфо́нсо Море́но Ре́йес (12 августа 1911 — 20 апреля 1993) — мексиканский комический актёр, сценарист и продюсер, известен под сценическим именем Канти́нфлас. Очень часто играл бедных крестьян или представителей низких социальных категорий — пеладо. Его характерные роли ассоциировались с национальной самобытностью Мексики, что позволило ему развить свою успешную карьеру в кино, не только у себя на родине, но и в Голливуде. Однажды Чарли Чаплин назвал Кантифласа «величайшим комиком в мире». Его часто называли «мексиканским Чарли Чаплином». В Голливуде комик наиболее известен по роли Паспарту в фильме «Вокруг света за 80 дней»

## Личная жизнь
Кантинфлас родился в семье почтового курьера Педро Морено Эскивеля и Марии де ла Соледад Рейес Гисар. Помимо него в семье было ещё 7 детей. После неудачной попытки выехать в США через Калифорнию ещё подростком начал зарабатывать на жизнь, профессионально занимаясь боксом. Однако сущность комика перевесила страсть к единоборству — и Рейес оказался в палаточном цирке, а затем в профессиональном театре и кино.
В 1934 году он женился на актрисе русского происхождения Валентине Ивановой-Зубаревой, они жили вместе вплоть до её смерти в январе 1966 года. В 1961 году Валентина приняла сына Кантинфласа от другой женщины, которого назвали Марио Морено Артуро Иванова, из-за чего его ошибочно считают приёмным сыном.

## Избранная фильмография
- 1981 — Подметальщик улиц[исп.]
- 1978 — Патрульный 777
- 1975 — Министр и я[исп.]
- 1973 — Дон Кихот снова в пути[исп.]
- 1971 — Учитель[исп.]
- 1967 — Его превосходительство[англ.]
- 1964 — Священник[англ.]
- 1963 — Особая доставка
- 1961 — Неграмотный[англ.]
- 1956 — Мексиканец в Голливуде[англ.]
- 1956 — Вокруг света за 80 дней
- 1956 — Болеро[англ.]
- 1945 — День с Дьяволом
- 1944 — Гранд Отель[исп.]
- 1943 — Ромео и Джульетта
- 1943 — Цирк
- 1942 — Три мушкетёра[англ.]
- 1941 — Ни кровь, ни песок
- 1936 — Сердце, не обманывай себя[англ.]

## Награды и номинации
- 1957 — Премия «Золотой глобус» за лучшую мужскую роль — комедия или мюзикл
- 1961 — Номинация на Премию «Золотой глобус» за лучшую мужскую роль — комедия или мюзикл
- Обладатель звезды на Голливудской Аллее Славы в Лос-Анджелесе.